# Udo Vioff
Udo Vioff (* 6. Januar 1932 in Detmold als Udo Heinz Ferdinand Viehoff; † 18. Februar 2018 in München) war ein deutscher Schauspieler.

## Leben
Nach dem Abitur studierte Udo Vioff Theaterwissenschaften in München und absolvierte dort von 1952 bis 1954 die Otto-Falckenberg-Schule.
Sein Theaterdebüt gab Vioff an den Städtischen Bühnen in Frankfurt/Main, deren Ensemble er ab 1954 zwei Jahre lang angehörte. 1956 wechselte er an das Staatstheater Darmstadt, an dem er bis 1963 viele große Rollen spielte. Danach arbeitete er als freischaffender Schauspieler, gab zahlreiche Gastspiele an bedeutenden Bühnen wie beispielsweise dem Berliner Hebbel-Theater, dem Frankfurter Fritz-Remond-Theater im Zoo, wirkte bei Festspielen wie in Bad Hersfeld mit oder ging mit verschiedenen Stücken auf Tournee. Zu seinen Bühneninterpretationen zählten sowohl klassische als auch moderne Charaktere, darunter die Titelrolle in Goethes Clavigo, Mephisto im Urfaust, Mortimer in Schillers Maria Stuart, die Titelfigur in Shakespeares Julius Cäsar und der Prinz von Guastalla in Lessings Emilia Galotti; er gab den Camille in Büchners Dantons Tod ebenso eindrucksvoll wie den Henry in Wilders Wir sind noch einmal davongekommen und Eisenring in Frischs Biedermann und die Brandstifter.
Sein Spielfilmdebüt hatte Udo Vioff bereits 1955 in Julien Duviviers Marianne neben Marianne Hold und Horst Buchholz. Es folgten zahlreiche Auftritte insbesondere in Film- und Fernsehproduktionen. Er spielte tragische Helden (Orpheus in Orpheus und Eurydike nach Jean Anouilh), verrückte Wissenschaftler (Das Blaue Palais) und historische Gestalten wie Napoleon in Josephine und Amerigo Vespucci in Käutners Columbus-Film. In Franz Peter Wirths an Golo Mann angelehnter Wallenstein-Produktion verkörperte Vioff den kaiserlichen Statthalter Vilém Slavata, der durch den zweiten Prager Fenstersturz zu trauriger Berühmtheit gelangte. Daneben wurde der wandelbare Vioff oft für den Typus des dubiosen, zwielichtigen Kriminellen besetzt, so in der Durbridge-Verfilmung Plötzlich und unerwartet. Besondere Popularität erlangte Udo Vioff durch seine zahlreichen Gastauftritte in legendären Krimi-Serien wie Der Kommissar, Der Alte, Derrick und Tatort.
Vioff starb 2018 im Alter von 86 Jahren und wurde auf dem Münchner Nordfriedhof beigesetzt.

## Filmografie (Auswahl)
- 1955: Marianne (alternativer Titel: Marianne, meine Jugendliebe) (Marianne de ma Jeunesse) – Regie: Julien Duvivier
- 1956: Orpheus und Eurydike
- 1967: Liebesgeschichten – Das Schiff nach Valparaiso – Regie: Dieter Reible
- 1967: Josephine – Regie: Korbinian Köberle
- 1967: Siedlung Arkadien – Regie: Hans Dieter Schwarze
- 1968: Der Idiot – Regie: Rolf von Sydow
- 1969: Tagebuch eines Frauenmörders – Regie: Helmut Käutner
- 1969: Christoph Kolumbus oder Die Entdeckung Amerikas – Regie: Helmut Käutner
- 1970: Claus Graf Stauffenberg – Regie: Rudolf Nussgruber
- 1970: Gesellschaft für Miss Wright – Regie: Horst Flick
- 1970: Millionen nach Maß
- 1972: Auf Befehl erschossen – Regie: Rainer Wolffhardt (Fernsehfilm)
- 1972: Geliebter Mörder – Regie: Heinz Schirk
- 1972: Agent aus der Retorte – Regie: Wolfgang Glück
- 1973–1976: Der Kommissar (Fernsehserie, verschiedene Rollen, 4 Folgen)
- 1974: Graf Yoster gibt sich die Ehre (Fernsehserie, Folge Briefe aus dem Dunkel)
- 1974: Tatort: Playback oder die Show geht weiter (Fernsehreihe)
- 1975: Tatort: Die Rechnung wird nachgereicht
- 1975: Die letzten Ferien
- 1976: Das Blaue Palais – Unsterblichkeit...? (Fernsehreihe)
- 1977: Spätlese
- 1978: Wallenstein
- 1979: Bellas Tod (Buch: Georges Simenon, Regie: Wolfgang Storch)
- 1979–1996: Derrick (Fernsehserie, verschiedene Rollen, 7 Folgen)
- 1980–1995: Der Alte (Fernsehserie, verschiedene Rollen, 12 Folgen)
- 1982: Die Krimistunde (Fernsehserie, Folge Unter Zeugen)
- 1985: Plötzlich und unerwartet (Durbridge-Einteiler) – Regie: Thomas Engel
- 1985: Die Krimistunde (Fernsehserie, Folge Ein Verbrechen für Mütter)
- 1985: Ein Fall für zwei: Schwarze Zahlen (Fernsehserie)
- 1985: Tatort: Tod macht erfinderisch
- 1987: Wind und Sterne (Captain James Cook) – Regie: Lawrence Gordon Clark
- 1987: Die Krimistunde (Fernsehserie, Folge Vermißtmeldung)
- 1988: Die Schwarzwaldklinik (Fernsehserie, Folge Glück im Spiel)
- 1989: Mit Leib und Seele (Fernsehserie, Folge Der fliegende Bruder)
- 1990: Der Sommer des Schakals (Death Has a Bad Reputation)
- 1992: Tatort: Verspekuliert
- 1995: Tatort: Bienzle und die Feuerwand